# Matuta planipes
Matuta planipes is een krabbensoort uit de familie van de Matutidae. De wetenschappelijke naam van de soort is voor het eerst geldig gepubliceerd in 1798 door Fabricius.